# Praxis-Hochschule
Die Praxis-Hochschule (Eigenschreibweise: praxisHochschule, abgekürzt pHfG) war eine private, staatlich anerkannte Fachhochschule im Bereich Sozial- und Gesundheitswesen in Köln. Sie gehört der Klett Gruppe an.

## Geschichte
Der Praxis-Hochschule wurde am 7. April 2014 durch das Ministerium für Innovation, Wissenschaft und Forschung des Landes Nordrhein-Westfalen die staatliche Anerkennung gemäß § 72 Abs. 1 und 2 HG ausgesprochen. Sie hat 2016 die private Mathias Hochschule Rheine übernommen.
Einem Gesellschafterbeschluss folgend wird die praxisHochschule mit ihrem Auslaufen geschlossen und nimmt daher seit 2018 keine neuen Studierenden mehr in das 1. Semester auf. Die angebotenen Studiengänge werden von der Europäischen Fachhochschule übernommen.

## Studiengänge

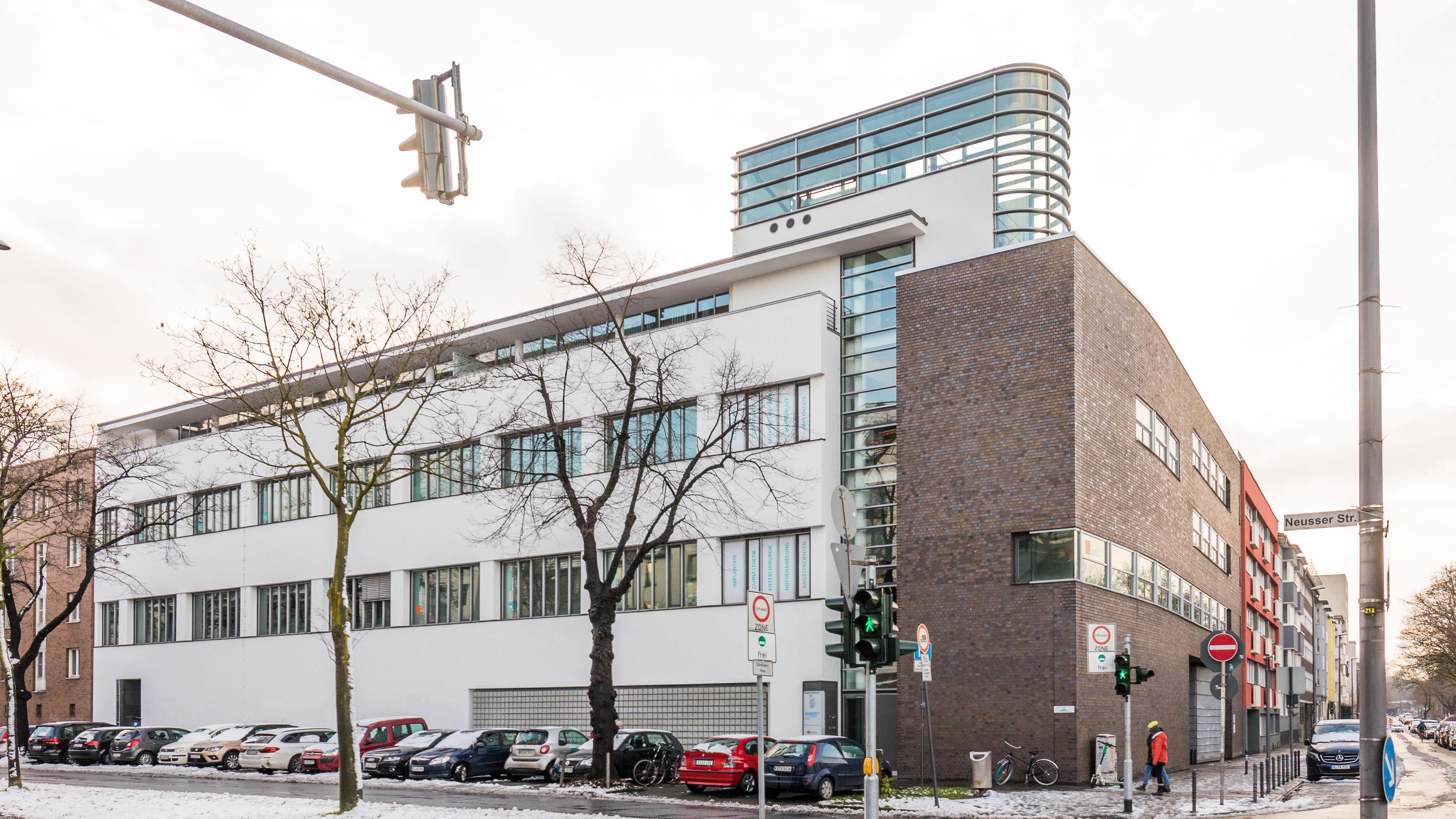
Standort Köln, Neusser Straße 97–99

Derzeit bietet die Praxis-Hochschule sechs von der Akkreditierungsagentur im Bereich Gesundheit und Soziales (AHPGS) akkreditierte Studiengänge an zwei Standorten an:
Standort Köln
- Dentalhygiene und Präventionsmanagement (B. Sc.)[5]
- Digitale Dentale Technologie (B. Sc.)[6]
- Management von Gesundheitseinrichtungen (B. A.)[7]
- Physician Assistance (B. Sc.)[8]

Standort Rheine
- Physician Assistance (B. Sc.)[8]
- Clinical Nutrition (B. Sc.)[9]
- Pflege (B. Sc.)[10]

Alle Studiengänge der Praxis-Hochschule sind nach dem Prinzip des problemorientierten oder problembasierten Lernens aufgebaut. Alle Studierende müssen parallel zu ihrem Studium, nach dem Modell der Dualen Hochschulen, Praxiserfahrung sammeln.